# Maẓhar
Maẓhar, nome completo Mīrzā Maẓhar Ǧān-i Ǧānān (in urdu مرزا مظہر جانِ جاناں‎?; Delhi, 1699 – Delhi, 1781), è stato un poeta e religioso indiano, dell'ordine sufi Naqshbandiyya, scrittore in urdu e in persiano.

## Biografia
Mīrzā Maẓhar Ǧān-i Ǧānān è un importante santo indiano dell'ordine sufi Naqshbandiyya, che si ispira ad Abū Bakr, coetaneo e suocero di Maometto, il primo califfo dell'Islam dal 632 al 634.
Maẓhar è stato una delle principali guide spirituali della Delhi del XVIII secolo, in un periodo storico che evidenziava il declino dell'impero Moghul, ed è considerato una delle cosiddette "colonne della letteratura urdu", insieme a Mirza Sauda, Dard, Mir Taqi Mir, ai tempi del sovrano Aurangzeb.
Caratteristico è il fatto che in questo periodo d'oro della letteratura urdu, moduli, stilemi e motivi sono in buona parte tratti dalla prestigiosa tradizione poetica della letteratura persiana, che convivrà d'ora in avanti con quella urdu, al punto che spesso poeti e scrittori, tra i quali Maẓhar, furono bilingui (persiano-urdu).
Maẓhar scrisse in urdu e in persiano poesie molto apprezzate e guidò una scuola mistica e poetica che ebbe grande importanza,ci ha lasciato un diwan persiano chiamato Diwan-e Mazhar, tre raccolte delle sue lettere e un'antologia di poesie selezionata dai maestri persiani classici chiamata Khairat-e Jawaahir.
La biografia più popolare di Maẓhar si intitola Le stazioni di Maẓhar (Maqāmāt-i Maẓhariyya), scritta dal più importante discepolo e successore, Šāh Ġulām 'Alī (-1823), sepolto accanto a lui nel mausoleo di Delhi, ed è incentrata sulle fasi del suo cammino spirituale, sulle descrizioni dei suoi maestri, sulle sue visioni, e comprendente una raccolta epistolare di Maẓhar riguardante la dottrina della Naqshbandiyya-muǧaddidiyya.
Maẓhar era un discendente di ʿAlī ibn Abī Ṭālib (599-661), cugino e genero del profeta Maometto. I suoi antenati appartenevano alla tribù afgana dei Qāqšāl, che per lungo tempo avevano servito la dinastia dei Moghūl.
Mīrzā Ğān, padre di Maẓhar, ricevette l'incarico importante nell'esercito di Aurangzeb (1658-1707) di accompagnare l'imperatore nella spedizione militare nel Deccan, anche se rinunciò all'incarico e proprio mentre stava ritornando a Akbarabad, nel giugno del 1699, nacque Maẓhar, al quale fu dato imposto l'appellativo di Ğān-i Ğān, poi divenuto Ğān-i Ğānān.
Maẓhar fu educato dal padre e da importanti maestri approfondendo sia la tradizione profetica sia l'esegesi coranica.
All'età di diciotto anni Maẓhar ebbe una visione di un santo di Delhi e da allora decise di avvicinarsi al sufismo, seguendo gli insegnamenti di autorevoli maestri, fino ad ottenere l'autorizzazione ad iniziare ed istruire discepoli.
La vita di Maẓhar era costituita da ore di insegnamento ai discepoli durante il giorno, da meditazioni notturne, da una grande povertà e disapprovazioni nei riguardi dei ricchi e dei potenti.
L'azione riformatrice di Maẓhar si attuò in una fase storica difficile per l'Islam, a causa dei contrasti tra sunniti e sciiti, della perdita del potere degli islamici, dall'affermarsi dell'influenza coloniale britannica, dell'allontanamento da un rigore morale e dall'adesione a valori non islamici.
Maẓhar si dimostrò tollerante nei riguardi delle altre religioni, come l'Induismo, affermando la presenza di profeti nella tradizione brahmanica e la natura divina dei Veda.
Però Maẓhar morì assassinato per mano di un fanatico sciita il 7 del mese di muharram 1781, a causa di un atteggiamento derisorio di  Maẓhar, tenuto durante le processioni commemorative sciite di muharram.

## Opere
- Diwan-e Maẓhar
- Khairat-e Jawaahir
- Raccolta di lettere